# Basri Dirimlili
Basri Dirimlili (Dârstor, Románia, 1929. június 7. – 1997. szeptember 14.), becenevén Mehmetcik Basri, török labdarúgóhátvéd, edző.
A török válogatott színeiben részt vett az 1948. évi nyári olimpiai játékokon és az 1954-es labdarúgó-világbajnokságon.